# Uddannelses- og Forskningsstyrelsen
55°42′24.4″N 12°33′12.2″Ø / 55.706778°N 12.553389°Ø
Uddannelses- og Forskningsstyrelsen er en institution under Uddannelses- og Forskningsministeriet. Den blev oprettet 1. oktober 2020, ved en sammenlægning af Styrelsen for Institutioner og Uddannelsesstøtte og Styrelsen for Forskning og Uddannelse. Styrelsens hovedopgave er dels at udføre en række opgaver vedrørende styring af de videregående uddannelsesinstitutioner, offentlige forskningsfonde samt innovationsinfrastruktur under Uddannelses- og Forskningsministeriet og dels at udføre en række opgaver vedrørende forskning og innovation. 

## Udflytning
I forbindelse med udflytningen af statslige arbejdspladser flyttedes Styrelsen for Institutioner og Uddannelsesstøttes bevillingsenhed i 2019 til Svendborg og Sekretariatet for Danmarks Frie Forskningsfond, der var en del af Styrelsen for Forskning og Uddannelse blev flyttet til Odense.